# Ancharius fuscus
Ancharius fuscus là một loài cá in the Ariidae family. It is commonly referred to as the vaona but this name also refers to Ancharius brevibarbis. It is đặc hữu to Madagascar. Its natural habitat is rivers. It is threatened by habitat loss.